# Hole in the Sun
Hole in the Sun è il nono album in studio del gruppo musicale statunitense Night Ranger, pubblicato il 23 aprile 2007 dalla Frontiers Records.

## Tracce
1. Tell Your Vision – 4:59 (Jack Blades)
2. Drama Queen – 3:58 (Brad Gillis)
3. You're Gonna Hear from Me – 3:51 (Blades, Gillis)
4. Whatever Happened – 3:43 (Blades)
5. There Is Life – 5:33 (Blades, Kelly Keagy)
6. Rockstar – 4:19 (Blades, Gillis)
7. Hole in the Sun – 4:48 (Blades, Keagy)
8. Fool in Me – 4:12 (Blades, Keagy, Michael Lardie)
9. White Knuckle Ride – 4:15 (Gillis)
10. Revelation 4 AM – 4:54 (Blades, Gillis, Keagy)
11. Wrap It Up – 4:19 (Jeff Watson)
12. Being – 4:45 (Watson)

Tracce bonus nell'edizione statunitense
1. Don't Tell Me You Love Me (acustica)
2. Sister Christian (acustica)

## Formazione
- Jack Blades – voce, basso
- Jeff Watson – chitarra
- Brad Gillis – chitarra
- Michael Lardie – tastiere
- Kelly Keagy – batteria, voce